# کورت راب
کورت راب (آلمانی: Kurt Raab؛ ۲۰ ژوئیه ۱۹۴۱ – ۲۸ ژوئن ۱۹۸۸) بازیگر و فیلم‌نامه‌نویس اهل آلمان بود.
از فیلم‌ها یا برنامه‌های تلویزیونی که وی در آن نقش داشته است، می‌توان به پیامد تلخ، ترس روح را می‌خورد، عشق از مرگ سردتر است، تاجر چهار فصل، شبح و کوه جادو اشاره کرد.